# Zasada ekstensjonalności
Zasada ekstensjonalności – możliwość końcowego zachowania przez dany schemat rachunku zdań jego wyjściowej wartości logicznej, pomimo zaistnienia szeregu przekształceń tegoż schematu, polegających na zastąpieniu niektórych bądź wszystkich elementów nań się składających innymi elementami.

## Przykłady
- ekstensjonalność spójników zdaniowych

Zdanie wyjściowe: Jeśli przeszłość jest cudzoziemską krainą, to wszystko tam robią inaczej...
| {\displaystyle P} | {\displaystyle Q} | {\displaystyle P\implies Q} |
| ----------------- | ----------------- | --------------------------- |
| 0                 | 0                 | 1                           |
| 0                 | 1                 | 1                           |
| 1                 | 0                 | 0                           |
| 1                 | 1                 | 1                           |

Zdanie końcowe: Nieprawda że przeszłość jest cudzoziemską krainą i nie wszystko tam robią inaczej...
| {\displaystyle P} | {\displaystyle Q} | {\displaystyle \neg (P\land \neg Q)} |
| ----------------- | ----------------- | ------------------------------------ |
| 0                 | 0                 | 1                                    |
| 0                 | 1                 | 1                                    |
| 1                 | 0                 | 0                                    |
| 1                 | 1                 | 1                                    |